# Ястребов Федір Олександрович
Федір Олександрович Ястребов (1903—1973) — український історик.

## Життєпис
Родом з міста Судогда Владимирської губернії. Працював в Україні. Закінчив Київський університет (1926), співробітник ВУАН (кафедра марксизму-ленінізму), Інституту історії АН УРСР.
Фахівець з соціально-політичної історії України 19 століття, зокрема українських революційних рухів («Повстання декабристів», 1945, «Революционные демократы на Украине», 1960).
Ястребов також автор чи співавтор низки праць з історії України: 
- Нариси з історії України. — Вип. І. Київська Русь і феодальні князівства ХІІ–ХІІІ ст. — К., 1937 [Архівовано 26 лютого 2019 у Wayback Machine.] (у співавт. з К. Гуслистим),
- «Україна в першій половині XIX ст.» (1939),
- «Історія України. Короткий курс» (1941, спільно з С. Белоусовим, К. Гуслистим, О. Оглоблином, М. Петровським, М. Супруненком).
- «Нарис історії України», укладений Я. спільно з Л. Славіном і К. Гуслистим (Уфа, 1942).

1947 року був критикований за те, що «історія українського народу розглядалася відірвано від історії інших народів СРСР». Після Другої світової війни Ястребов був співавтором «Історії Української РСР», т. І (1953, спільно з О. Касименком, В. Дядиченком, Ф. Лосем, Ф. Шевченком) й «Історії Києва» (т. І, 1960) та нового видання «Історії Української РСР» (т. І, 1967).